# Glycosmis xizangensis
Glycosmis xizangensis là một loài thực vật có hoa trong họ Cửu lý hương. Loài này được (C.Y.Wu & H.Li) D.D.Tao mô tả khoa học đầu tiên năm 1993.